# Spoorbrug Purmerend
De Spoorbrug Purmerend in Purmerend, overspant het Noordhollandsch Kanaal en maakt deel uit van de spoorlijn Zaandam - Enkhuizen. De brug is een draaibrug en niet voorzien van bovenleiding.

## Afbeeldingen

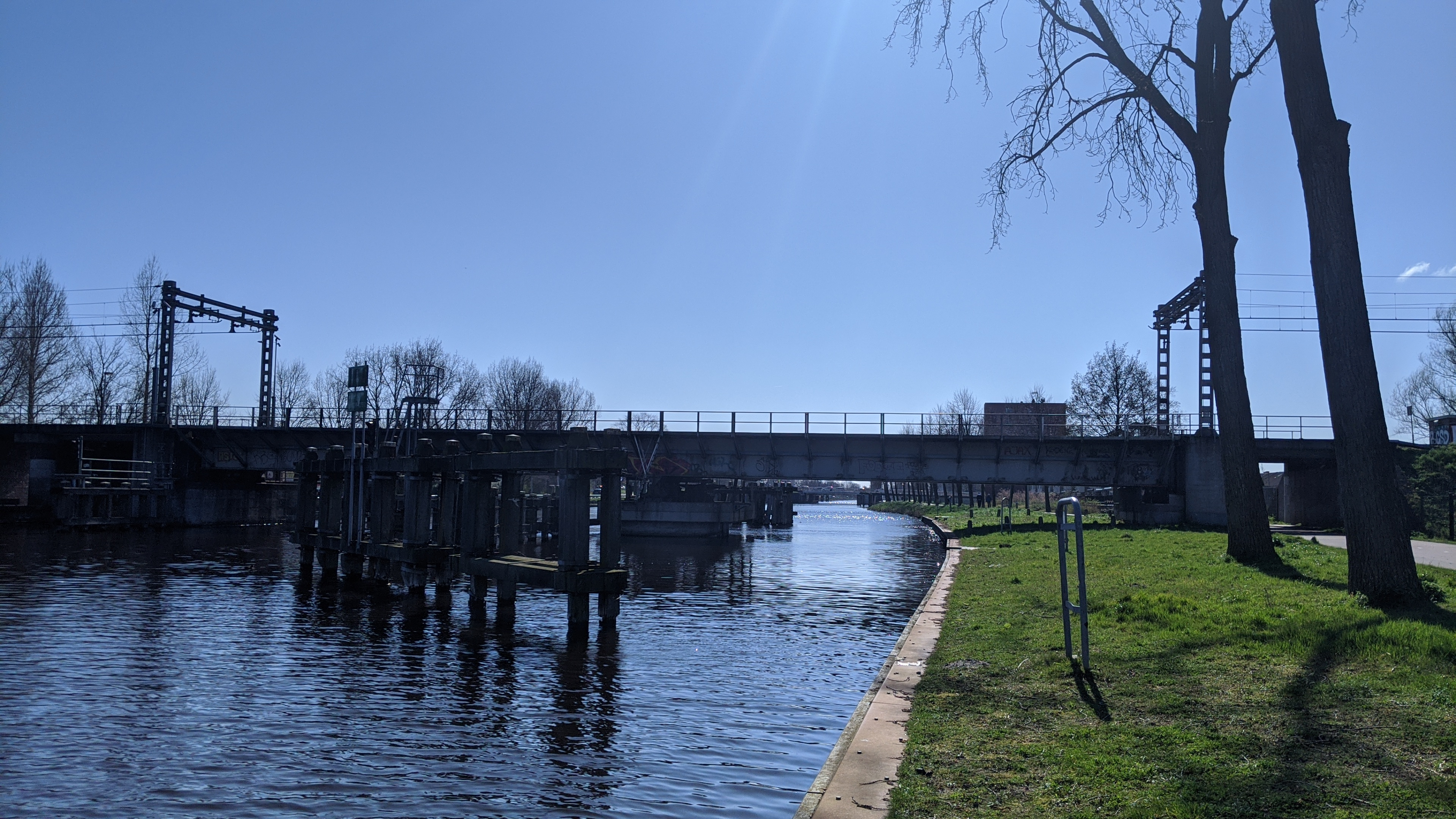
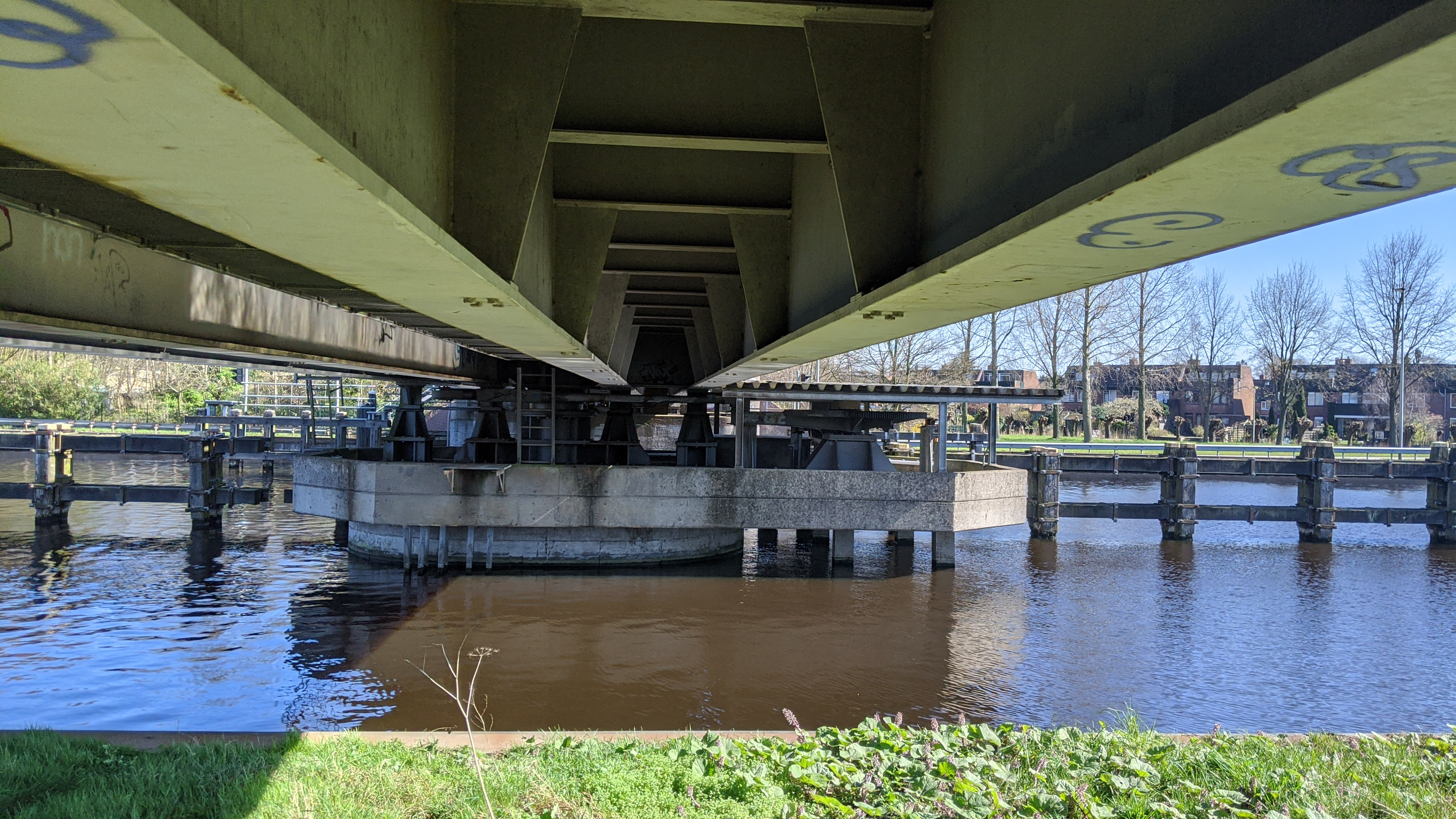
Elke rail wordt door een ligger ondersteund
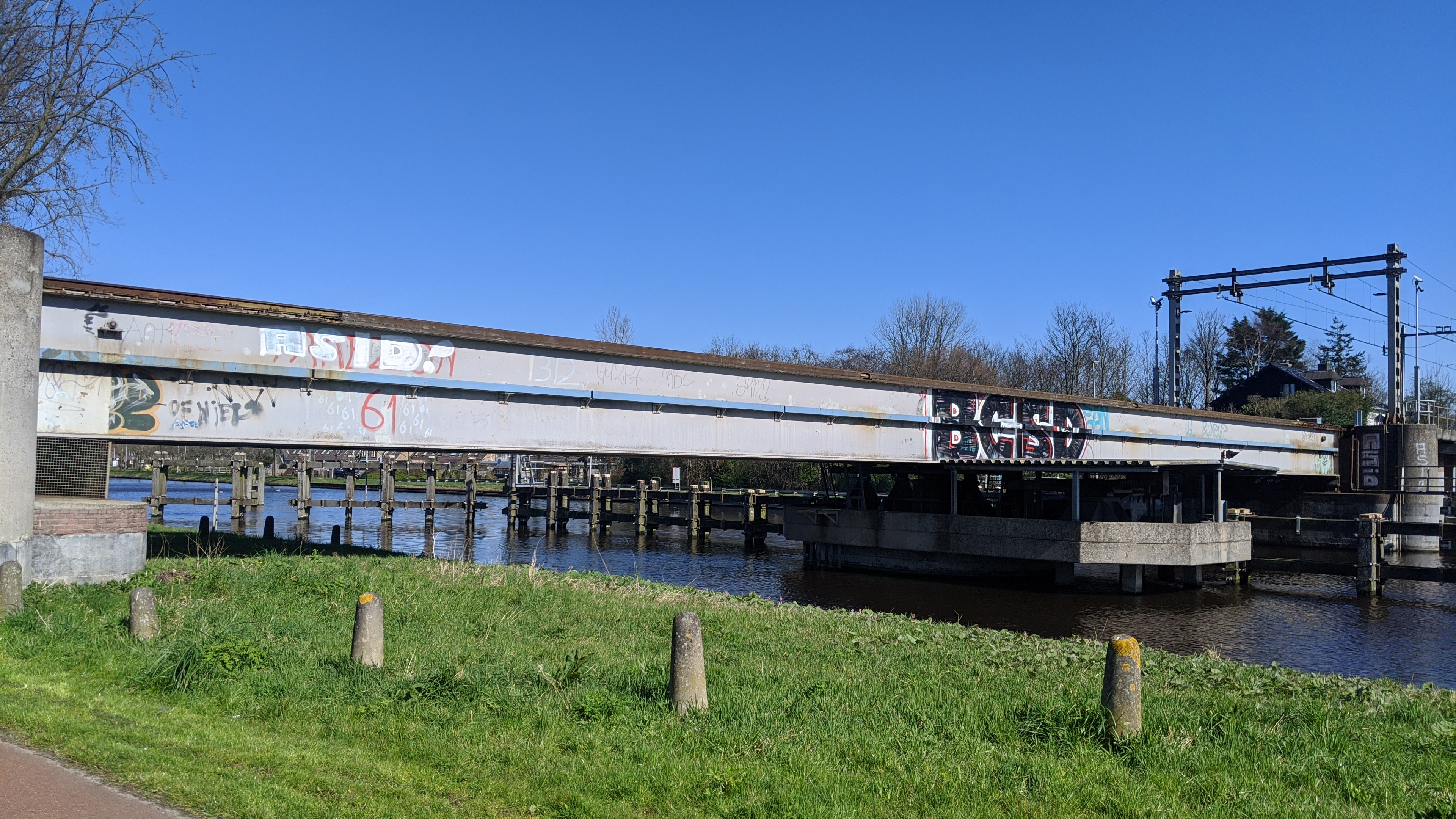